# Most nad Dunajem w Metten
Most nad Dunajem w Metten (niem.: Donaubrücke Metten) – most autostradowy nad Dunajem, w ciągu autostrady A3 w Niemczech o długości 614 m.
Znajduje się pomiędzy węzłem drogowym Metten i węzłem autostradowym Deggendorf. Został zbudowany w latach 1978-1981 kosztem 25 mln marek.
Jest to most o konstrukcji strunobetonowej, 8 przęsłowej o wymiarach: 68,85 m - 145 m - 5 x 68 m - 60 m oraz jednym pylonem o wysokości 33,22 m.